# Chaetodactylidae
Chaetodactylidae zijn  een familie van mijten. Bij de familie zijn vijf geslachten met circa 110 soorten ingedeeld.